# Violet Kemble-Cooper
Violet Kemble-Cooper (* 12. Dezember 1886 in London, England; † 17. August 1961 in Hollywood, Kalifornien) war eine britische Schauspielerin.

## Leben und Karriere

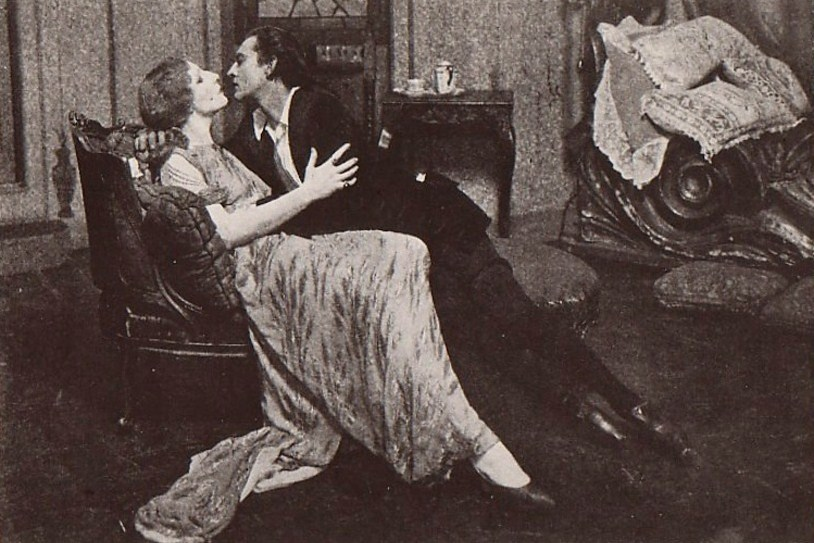
Violet Kemble-Cooper mit John Barrymore im Stück Clair de Lune (1921)

Violet Kemble-Cooper wurde in London als Mitglied der bekannten Theaterfamilie Kemble geboren. Die berühmtesten Mitglieder dieser Familie waren Sarah Siddons, John Philip Kemble, Stephen Kemble und Charles Kemble. Ihr Vater Frank sowie ihre Geschwister Lillian, Greta und Tony Kemble-Cooper waren ebenfalls Schauspieler. Sie gab ihr Theaterdebüt 1911 in einer Produktion von Charleys Tante. Bald darauf siedelte sie in die USA über und arbeitete dort u. a. mit den Theaterstars Blanche Bates und Laurette Taylor. Sie trat zwischen 1912 und 1934 in 25 Broadwayproduktionen auf. 1921 trat sie z. B. neben John und Ethel Barrymore in dem Stück Claire de Lune auf. 
1933 begann sie in Hollywood als Nebendarstellerin zu arbeiten. In fünf ihrer acht Filme bis 1936 spielte Violet Kemble-Cooper Adelsdamen. Ihre bekanntesten Rollen spielte sie als die grausame Miss Murdstone in der Literaturverfilmung David Copperfield und als Mutter von Boris Karloff im Horrorfilm Tödliche Strahlen. Wegen einer Operation konnte sie 1937 nicht die Rolle des Fräulein Rottenmeier in Heidi wahrnehmen. Sie trat bis zu ihrem Lebensende in keinem weiteren Film auf. Violet Kemble-Cooper war mit dem Autor Walter Farris verheiratet, sie hatten mindestens einen Sohn. Kemble-Cooper starb im Jahre 1961 an einem Herzinfarkt in Verbindung mit einer Parkinson-Erkrankung.

## Filmografie
- 1933: Our Betters
- 1933: Der Unsichtbare (The Invisible Man) nicht im Abspann
- 1934: The Fountain
- 1935: David Copperfield
- 1935: Vanessa: Her Love Story
- 1935: Cardinal Richlieu
- 1936: Tödliche Strahlen (The Invisible Ray)
- 1936: Romeo und Julia (Romeo and Juliet)